# Henry Folland
Henry Phillip Folland (22 de janeiro de 1889, Holy Trinity, Cambridge — 5 de setembro de 1954) foi um engenheiro aeronáutico britânico e projetista de aeronaves na Gloster Aircraft Company até comprar a British Marine Aircraft Ltd., rebatizando-a de Folland Aircraft Limited. 
Antes de ser contratado pela Gloster, também trabalhou na Royal Aircraft Factory em Farnborough, onde foi projetista chefe do Royal Aircraft Factory S.E.5 durante a Primeira Guerra Mundial.